# Prixana
Prixana és una masia de Gurb (Osona) inclosa a l'Inventari del Patrimoni Arquitectònic de Catalunya.

## Descripció
Masia de planta rectangular amb coberta a doble vessant. Realment està formada per dos cossos que semblen independents amb dues portes d'accés cada un, a la façana principal.
Les finestres estan situades irregularment en el cos principal, mentre que el cos adossat es caracteritza per dues finestres-balcons en posició simètrica al primer pis i el segon amb una balconada a manera de galeria, amb els barrots de fusta.
A la façana lateral del cos adossat s'hi ha afegit posteriorment una balconada a manera de pèrgola, coberta per plantes, actualment inutilitzada i en mal estat de conservació.

## Història
Correspondria al tipus de masies que a partir d'una estructura simple i funcional evoluciona amb l'annexió d'un nou cos, caracteritzat pel major nombre d'obertures a l'exterior (galeries, pèrgola...), però que ha estat inutilitzat amb el temps, perdurant l'estructura inicial, que és l'actual hàbitat.
Algunes de les masies de Gurb han seguit la mateixa evolució, però ha perdurat la nova estructura esdevenint segona residència.